# Salaspils
Salaspils (alemán: Kirchholm; sueco: Kirkholm) es una villa letona, capital del municipio homónimo.
A 1 de enero de 2016 tiene 17 621 habitantes. Su población se compone en un 42% por letones y en otro 42% por rusos.
Famosa por haber tenido lugar aquí en 1605 la batalla de Kircholm, en el contexto histórico de las guerras polaco-suecas.
Se ubica a orillas del río Daugava a medio camino entre Riga y Ogre.